# مردخای هود
مردخای هود (انگلیسی: Mordechai Hod; ۲۸ سپتامبر ۱۹۲۶ – ۲۹ ژوئن ۲۰۰۳) سرلشکر نیروهای دفاعی اسرائیل بود، که در فاصله سال‌های ۱۹۶۶ تا ۱۹۷۳ به‌عنوان هفتمین فرمانده نیروی هوایی اسرائیل فعالیت می‌کرد.
هود فعالیت نظامی را از سال ۱۹۳۴ در نیروی زمینی بریتانیا آغاز کرد، سپس به نیروی پالماخ پیوست و پس از شکل‌گیری ارتش اسرائیل، از سال ۱۹۴۸ فعالیت در نیروی هوایی اسرائیل را ادامه داد. وی از ۱۹۶۰ تا ۱۹۶۱ معاون عملیات نیروی هوایی اسرائیل بود و در فاصله سال‌های ۱۹۶۱ تا ۱۹۶۶ ریاست اداره هوایی ستاد کل نیروهای دفاعی اسرائیل را برعهده داشت.

## زندگی‌نامه
هود در سال ۱۹۲۶ در کیبوتص دگانیا، تحت قیمومیت بریتانیا بر فلسطین، زاده شد. هود در ابتدا نام خانوادگی فاین داشت که بعداً آن را به هود تغییر داد و این مطابق با رسم رایج آن دوره بود که هنگام پیوستن به نیروهای مسلح، نام خانوادگی عبری را انتخاب می‌کردند.
هود قبل از ثبت نام در ارتش بریتانیا در سال ۱۹۴۴، در یک کالج کشاورزی محلی تحصیل کرد و در آنجا به عنوان راننده فعالیت کرد. با پایان جنگ جهانی دوم، هود به نیروی زمینی پالماخ در سازمان هاگانا پیوست. در این سمت، او به آلیا بت، مهاجرت غیرقانونی یهودیان از اروپا به فلسطین، کمک کرد. او به دلیل شرکت در چنین اقداماتی دستگیر و به مدت دو هفته در رم زندانی شد.
هود دوره آموزش پرواز خود را در ایتالیا آغاز کرد، اما خیلی زود به چکسلواکی فرستاده شد. نیروی هوایی تازه تأسیس اسرائیل به هواپیماهای نظامی مدرن نیاز داشت و چندین فروند اسپیت‌فایر و مسراشمیت در آن کشور خریداری کرده بود. پس از خرید، لازم بود که آنها را به اسرائیل پرواز دهند و پس از یادگیری پرواز با هواپیماهای جدید، هود گروهی از دیگر خلبانان را در پرواز هفت ساعته در ۲۲ دسامبر ۱۹۴۸ همراهی کرد.
با بازگشت به اسرائیل، دوران حرفه‌ای هود در نیروی هوایی اسرائیل آغاز شد. هود با وجود برخی تجربیات پروازی قبلی، در آکادمی پرواز نیروی هوایی اسرائیل شرکت کرد و در ۱۴ مارس ۱۹۴۹ با اولین کلاس آن فارغ‌التحصیل شد. یک سال بعد، هود دوباره به خارج از کشور اعزام شد، این بار برای یادگیری نحوه پرواز با هواپیمای گلاستر متئور در بریتانیا، که اولین جنگنده جت اسرائیل بود. هود در سال ۱۹۵۱ به اسرائیل بازگشت و به عنوان فرمانده یک اسکادران از هواپیماهای موستانگ پی-۵۱ منصوب شد. در طول بحران سوئز در سال ۱۹۵۶، هود چندین ماموریت پشتیبانی، از جمله اسکورت جنگنده برای هواپیماهای حامل چتربازان و پوشش هوایی برای نیروهای زمینی اسرائیل را رهبری کرد. هود در طول دهه پس از جنگ، به پیشرفت خود در صفوف نیروی هوایی اسرائیل ادامه داد. او در سال ۱۹۵۷ فرمانده پایگاه و سه سال بعد رئیس عملیات نیروی هوایی اسرائیل شد. تنها یک سال بعد در سال ۱۹۶۱، وی به ریاست اداره هوایی ستاد کل ارتقا یافت. او تا ۲۷ آوریل ۱۹۶۶، زمانی که هود فرمانده نیروی هوایی اسرائیل شد، در این سمت باقی ماند. در طول دوران تصدی او، موساد عملیات الماس را برای قاچاق یک فروند میگ-۲۱ ساخت شوروی به اسرائیل انجام داد.
هود کمی بیش از یک سال پس از تصدی این سمت، با مخمصه بزرگی روبرو شد. جمال عبدالناصر، رئیس جمهور مصر، تنگه تیران را بسته بود و اسرائیل با احتمال جنگ سه جبهه‌ای علیه مصر، اردن و سوریه روبرو بود. اسرائیل با امید به حفظ مزیت غافلگیری، عملیات فوکوس را آغاز کرد که حمله هوایی آغازین در جنگی بود که به جنگ شش روزه ۱۹۶۷ معروف شد. حمله هود که تنها ۱۲ هواپیما برای دفاع از اسرائیل باقی گذاشت، با کمک اطلاعات موساد و آمان، موفق به نابودی بیشتر جنگنده‌های نیروی هوایی مصر شد. حملات بعدی، نیروی هوایی اردن و نیروی هوایی سوریه و همچنین بخشی از نیروی هوایی عراق را نابود کرد. این امر برتری هوایی اسرائیل را برای بقیه جنگ تضمین کرد. هود سال‌ها بعد در مصاحبه‌ای، ۴۵ دقیقه‌ای را که طول کشید تا اولین موج ۱۸۳ هواپیما به اهدافی در مصر برسند، «طولانی‌ترین ۴۵ دقیقه عمرم» توصیف کرد. هود همچنین مجبور بود با حادثه ناو یو‌اس‌اس لیبرتی مقابله کند، که در آن هواپیماهای اسرائیلی به یک کشتی آمریکایی در سواحل شبه جزیره سینا حمله کردند و ۳۴ نظامی را کشتند.
جنگ فرسایشی بین اسرائیل و مصر از سال ۱۹۶۸ تا ۱۹۷۰ ادامه داشت و در این مدت هود حملات هوایی را در نزدیکی کانال سوئز و همچنین در اعماق خاک مصر هدایت کرد. او همچنین موفق شد تعدادی از هواپیماهای میگ با خلبان شوروی را که به نمایندگی از مصر فعالیت می‌کردند، سرنگون کند.
در آوریل ۱۹۷۳، هود تنها ۶ ماه قبل از جنگ یوم کیپور ۱۹۷۳، از سمت خود کناره‌گیری کرد. به دلیل جنگ، او به سرعت فراخوانده شد تا به عنوان مشاور نیروی هوایی سرلشکر اسحاق هوفی، که در آن زمان مسئول فرماندهی شمالی اسرائیل بود، فعالیت کند. هود پیش از ورود به بخش خصوصی، یک دوره دیگر در دولت داشت و به عنوان دستیار وزیر دفاع، وظیفه توسعه پروژه‌های دفاعی را بر عهده داشت. هود در دوران خدمت سربازی خود با یک گروهبان نیروی هوایی اسرائیل به نام پنینا آشنا شد و با او ازدواج کرد. آنها صاحب سه فرزند شدند؛ دو پسر و یک دختر.
هود با پایان دوران خدمت خود، در سال ۱۹۷۵ با تأسیس خطوط هوایی باری کال وارد بازار هوانوردی غیرنظامی شد. او تا سال ۱۹۷۷ به عنوان مدیرعامل این شرکت فعالیت کرد و سپس این سمت را ترک کرد تا مدیرعامل شرکت هواپیمایی ملی اسرائیل، ال عال، شود و این سمت را تا سال ۱۹۷۹ حفظ کرد. هود بعداً به عنوان رئیس صنایع هوافضای اسرائیل، تولیدکننده اصلی هوافضا در اسرائیل، منصوب شد. او در ۲۹ ژوئن ۲۰۰۳ درگذشت.